# Longebruchus clermonti
Longebruchus clermonti is een keversoort uit de familie bladkevers (Chrysomelidae). De wetenschappelijke naam van de soort werd in 1953 gepubliceerd door Maurice Pic.